# Parafia Wniebowstąpienia Pańskiego w Desnie
Parafia Wniebowstąpienia Pańskiego w Desnie – parafia Kościoła Starokatolickiego w Republice Czeskiej. Administratorem parafii jest ks. dr Karel Koláček. Duszpasterzem pomocniczym jest ks. diak. Petra Baslová. Nabożeństwa sprawowane są co dwa tygodnie, w niedzielę o godz. 14:00.

## Historia
Kościół Wniebowstąpienia Pańskiego w Desnie jest najwyższym i najważniejszym budynkiem we wsi, który wyznacza jej centrum. Kamień węgielny pod świątynię położono 22 września 1889 roku, jej poświęcenie i oddanie do użytku odbyło się 13 miesięcy później - 19 października 1890 roku. Budynek sakralny został w całości zbudowany dzięki składkom głównie niemieckiej społeczności starokatolickiej zamieszkującej Desnę i okolice. Ze względu na wyjazd Niemców z Desny i antykościelną politykę władz parafia nie działała w latach 1945–1968, w tym okresie kościół uległ znaczącej dewastacji. Od 1970 kościół został ponownie zamknięty, dopiero w ostatnich latach na nowo służy parafii starokatolickiej.